# 保土ヶ谷料金所
座標: 北緯35度29分03秒 東経139度35分38秒 / 北緯35.48417度 東経139.59389度
保土ヶ谷料金所（ほどがやりょうきんじょ）は、神奈川県横浜市神奈川区にある第三京浜道路の本線料金所。料金所をすぎるとすぐ保土ヶ谷PAがある。
上り線は通過（各出口または料金所で精算）、下り線は通行料金を精算する。

## 道路
- E83 第三京浜道路

## 料金所施設

### 横浜新道・横浜横須賀道路方面
- ブース数：12
  - ETC専用：5
  - 一般：5
  - 休止：2

## 隣
E83 第三京浜道路
(5) 港北IC/横浜港北JCT - (6) 羽沢IC - 保土ヶ谷TB - 保土ヶ谷PA(下り線のみ) - 横浜新道連絡路接続 - 三ツ沢JCT - (7) 保土ヶ谷IC